# Cro-Mags
De Cro-Mags is een Amerikaanse hardcoreband uit New York en behoort tot de commercieel meest succesvolle vertegenwoordigers van de New York Hardcore. Hun muziekstijl wordt beïnvloed door Britse oi!-punk en thrashmetal. Volgens Harley Flanagan zou de bandnaam het idee oproepen van een moderne cro-magnonmens, dat wil zeggen een soort post-beschaafde persoon.

## Bezetting
Oprichters
- Harley Flanagan (basgitaar, 1981–1993, 1999–2002)
- Dave Stein (gitaar)
- Dave Hahn (drums, 1981)

Huidige bezetting
- Harley Flanagan (zang (sinds 2019), basgitaar, 1981–1996, 1999–2002, sinds 2019)
- Gabby Abularach (gitaar, 1991–1995, sinds 2019)
- Rocky George (gitaar, 1999–2001, 2002–2003, sinds 2019)
- Garry 'G-Man' Sullivan (drums, 1999, 2001–2003, sinds 2019)

Voormalige leden
- Kevin 'Parris' Mitchel Mayhew (gitaar, 1982–1991, 1999–2001)
- Doug Holland (gitaar, 1985–1989, 1991–1993, 1996–1999, 2001)
- Rob Buckley (gitaar, 1989–1991, 1993–1995, 2001)
- A.J. Novello (gitaar, 2008–2019)
- Craig Setari (gitaar)
- Eric J. Casanova (zang, 1982–1984)

- Franklin Rhi (basgitaar, 2002–2003)
- Petey Hines (drums, 1986–1989)
- Dave Di Censo (drums, 1989–1995)
- Ryan Krieger (drums, 1999–2001)
- John Joseph (zang, 1982/1984–1987, 1991–1999, 2002–2003, 2008–2019)
- Maxwell 'Mackie' Jayson (drums, 1984–1986, 1996–1999, 2008–2019)

## Geschiedenis
Er is verschillende informatie in de literatuur over het jaar dat de band is opgericht en de bezetting, niet in de laatste plaats vanwege de verschillende informatie die de bandleden zelf hebben gegeven. Er is overeenstemming dat naast bassist Flanagan, de manager van de Bad Brains, drummer Dave Hahn en gitarist Dave Stein van Even Worse deel uitmaakte van de oprichtende bezetting. Als oprichtingsjaar wordt 1981 of 1982 genoemd, als zanger John Joseph, Eric Casanova of de latere Antidote-zanger Louie Rivera. De band verscheen aanvankelijk in vaak wisselende bezettingen. In 1984 kwam het tot de bekendste bezetting van de band. Rond Flanagan, die zijn skinhead-imago ontwikkelde na een tournee door Ierland met zijn vorige band The Stimulators, werd een kwartet gecreëerd met John Joseph als zanger, Parris Mayhew op gitaar en Mackie Jayson op drums.
In 1985 lanceerde dit kwartet zijn eerste demotape. De meeste nummers die erop stonden, kwamen toen op het debuutalbum The Age of Quarrel uit 1986. Metal werd net populair in de Verenigde Staten na bands als Slayer en Metallica, en zo gebeurde het dat de Cro-Mags - vrij ongebruikelijk instrumentaal onderlegd - op tournee gingen met bands als Motörhead en Megadeth. De band wist altijd heel goed te verkopen. Harley Flanagan maakte er geen geheim van dat hij John Joseph om commerciële redenen als frontman had gekozen. De commerciële oriëntatie en de drang om naar de grote podia te gaan, betwijfelden de aansluiting bij de NYHC, die als het ware een off-major georiënteerde 'cabaretcultuur' was en is. Tegelijkertijd ontdekten de Cro-Mags, net als andere hardcorebands uit New York, de Hare Krishna-beweging en namen ze een aantal aspecten over voor hun eigen wereldbeeld.
Na de tournee verlieten Joseph en Jayson de band. Het duurde tot 1989 voordat het opvolgende album Best Wishes werd uitgebracht. Inmiddels had Flanagan de positie van zanger overgenomen. Een platencontract met Century Media, de terugkeer van Joseph in de band en het album Alpha Omega (1992) zouden een comeback betekenen. Near Death Experience (1993) volgde. Een jaar later was er het live-album Hard Times in an Age of Quarrels. Daarna ging de band uit elkaar, nadat Joseph en Flanagan ruzie hadden gemaakt.
In 1998 organiseerde John Joseph een benefietconcert in New York, waar Sick of It All en Madball optraden. Er trad ook een bezetting van de Cro-Mags op. Ondertussen richtten Harley Flanagan en Parris Mayhew de band Samsara op, waarbij ook Rocky George (Suicidal Tendencies) speelde. Def Jam Recordings had de rechten op een album van de band, maar de publicatie werd meerdere keren uitgesteld. Na een korte discussie kreeg de band de rechten terug op het album en bracht het uit onder de naam Cro-Mags bij hun eigen label Cro Mags Recording. Vervolgens was er een naamgeschil tussen Flanagan en Joseph, zodat er gedurende meerdere jaren twee bands waren met de naam Cro-Mags. Nadat Flanagan en Mayhew ruzie kregen, bleef alleen de bezetting van Joseph over, terwijl Flanagan en zijn band Harley’s War actief waren. In juli 2012 resulteerde het conflict tussen Flanagan en de band in handtastelijkheden, waarbij de eerste Cro-Mags-bassist Mike Couls en een andere persoon met een mes gewond raakten tijdens een muziekfestival in New York. Flanagan deed een beroep op zelfverdediging en een aanklacht werd later ingetrokken.
In 2019 werd een langlopend juridisch geschil beslecht die de rechten op de naam van het merk Cro-Mags betrof. De hoofdrolspelers waren bandoprichter Harley Flanagan, oude zanger John Joseph en drummer Maxwell 'Mackie' Jayson, die elk de bandnaam voor zichzelf wilden opeisen. Uiteindelijk werd buiten de rechtbank afgesproken dat Flanagan de naam mag dragen zonder toevoeging en John Joseph en zijn band de groep als Cro-Mags JM (voor Joseph en Mackie). De eerste publicatie van Cro-Mags rond Flanagan was de ep Don't Give In, die in de Verenigde Staten verscheen bij Victory Records en in Europa bij Arising Empire. In hetzelfde jaar gingen de Cro-Mags op tournee door de Verenigde Staten als voorprogramma van The Misfits, die bijna in hun oorspronkelijke vorm opnieuw werden geformeerd.

## Stijl en betekenis
Cro-Mags was een van de eerste bands, die metalelementen (samen met Agnostic Front) opnam in hun rauwe hardcore punk. Maar dit feit en het feit dat de band optrad met tal van metalbands als Motörhead en Megadeth, veroorzaakten ook conflicten binnen het punkcircuit, die de band beschuldigden van commerciële tendensen. Verder werd de band geboycot door de Maximumrocknroll, omdat de cover van Age of Quarrel homofobe neigingen toonde. Het was ook Harley Flanagan in het bijzonder die in interviews tal van conservatieve tot extreemrechtse meningen uitsprak. Volgens hem zouden alle homoseksuelen onder meer aids moeten krijgen omdat hun manier van seks niet natuurlijk is. Op het album Best Wishes werd een slachthuis vergeleken met de concentratiekampen van het Derde Rijk. Bij tal van concerten waren er protesten van SHARP-skins, die ervan uit gingen dat de band de juiste neigingen had.

## Discografie
- 1986: The Age of Quarrel (Profile)
- 1989: Best Wishes (Profile)
- 1992: Alpha Omega (Century Media)
- 1993: Near Death Experience (Century Media)
- 2000: Revenge (Cro Mag)
- 2019: Don’t Give In (ep, Arising Empire/Victory Records)

### Compilaties en livealbums
- 1994: Hard Times in an Age of Quarrel (live) (verschenen bij Century Media)
- 1999: Before the Quarrel (verschenen bij Cro Mag)
- 2006: Twenty Years of Quarrel and Greatest Hits (verschenen bij Cro Mag)

### DVD's
- 2011: The Final Quarrel: Live At CBGB 2001 (MVD Visual)